# Nassarao Bame
Nassarao Bame  est un village du Cameroun situé dans le département de la Bénoué et la Région du Nord. Il fait de la commune de Lagdo.

## Population
Lors du recensement de 2005, 311 habitants y ont été dénombrés.